# Scymnus nugator
Scymnus nugator är en skalbaggsart som beskrevs av Thomas Casey 1899. Scymnus nugator ingår i släktet Scymnus och familjen nyckelpigor. Inga underarter finns listade i Catalogue of Life.